# Ophiostigma siva
Ophiostigma siva är en ormstjärneart som beskrevs av Hendler 1995. Ophiostigma siva ingår i släktet Ophiostigma och familjen trådormstjärnor. Inga underarter finns listade i Catalogue of Life.